# NGC 5336
NGC 5336 (również PGC 49250 lub UGC 8785) – galaktyka spiralna (Sc), znajdująca się w gwiazdozbiorze Psów Gończych. Odkrył ją William Herschel 9 kwietnia 1787 roku.